# 小谷純久
小谷 純久（こたに よしひさ、1948年 - 2024年8月24日）は、日本の気象予報士。
京都府出身。星座はおとめ座で、血液型はB型。読売テレビの天気予報を担当していた。

## 来歴
- 1967年に大阪電気通信高等学校（現・大阪電気通信大学高等学校）基礎工業科卒業。
- 1970年に財団法人日本気象協会に入社。
- 2011年3月25日をもって22年間務めた夕方のニュース番組の天気予報担当を勇退した。
- 2011年5月から京都市伏見区淀で天麩羅と季節料理「桶家乃隠居」のオーナーをしていた[2]。
- 結婚歴が4回あり、現在の夫人は15歳年下だという[3]。
- 2024年8月26日に訃報が発表された。76歳没[4]。

## 出演番組
特記以外は ytv（読売テレビ）
- ワイドYOU （MBS）
- ニュースワイド630 （NHK）
- おはようパーソナリティ道上洋三です （ABCラジオ、気象キャスターではなくゲストとして不定期で出演）
- ニューススクランブル
- かんさい情報ネットten!
- 情報ライブ ミヤネ屋 （不定期出演）